# Katherine Harris
Pour les articles homonymes, voir Harris.
Katherine Harris, née le 5 avril 1957 à Key West, est une femme politique américaine. Membre du Parti républicain, elle a été membre de la Chambre des représentants des États-Unis pour le 13e district de Floride de 2003 à 2007.

## Biographie
Avant son entrée au Congrès fédéral, Harris fut la secrétaire d'État du gouverneur de Floride Jeb Bush de 1999 à 2002. Elle a participé au recompte controversé dans l'État lors de l'élection présidentielle contestée de 2000, qui ont vu la victoire de George W. Bush, frère du gouverneur. Ses actions lors de cette élection lui ont valu beaucoup de critiques.
Le 7 juin 2005, Katherine Harris annonce sa candidature pour le Sénat des États-Unis contre le candidat démocrate sortant Bill Nelson. Katherine Harris courtise à cette occasion le vote de la droite religieuse américaine en se définissant comme « chrétienne », anti-avortement, opposée au mariage homosexuel et à la laïcisation du gouvernement. Elle est battue à cette élection en n'obtenant que 38,1 % des votes.